# Fabio Olivieri

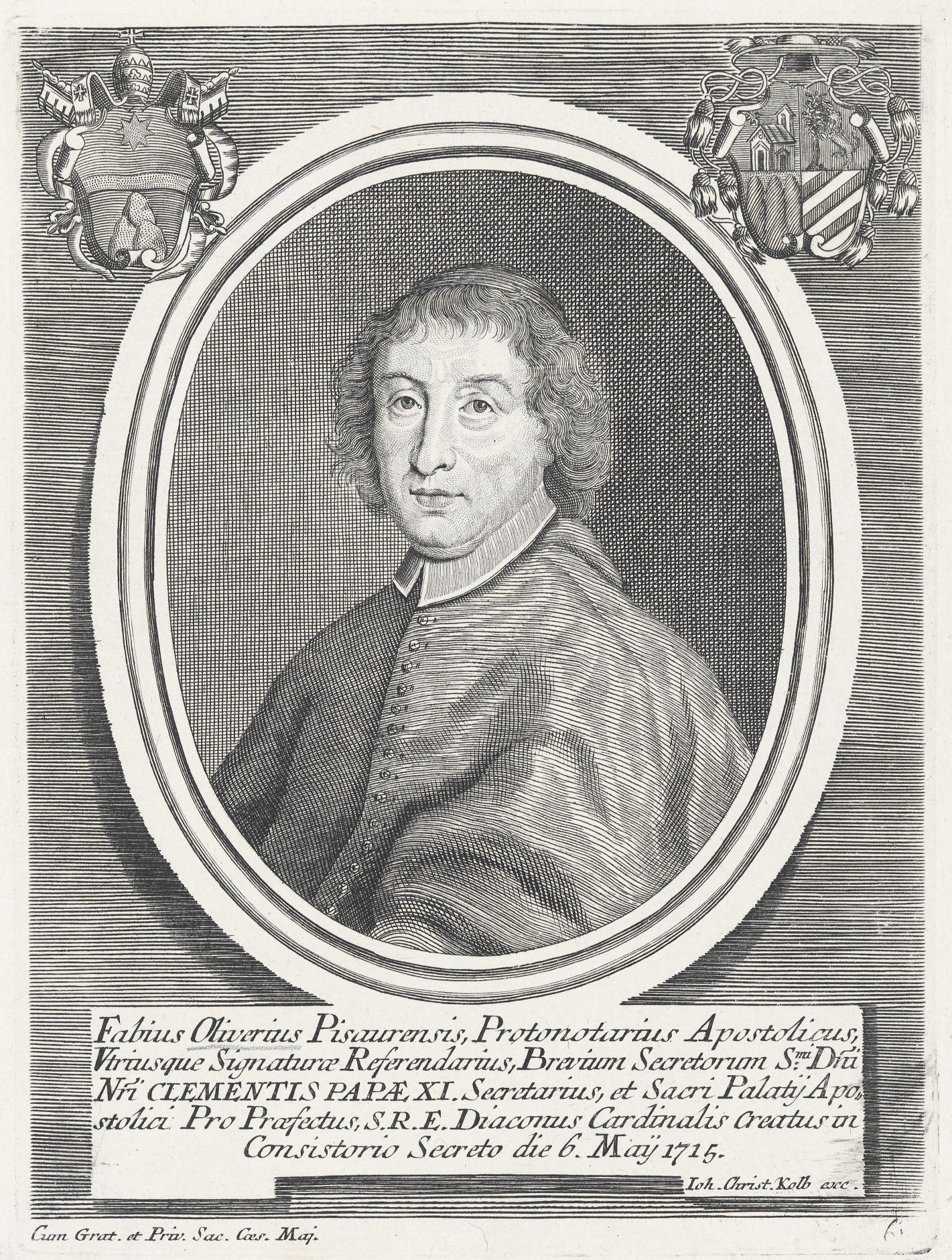
Fabio Kardinal Olivieri

Fabio degli Abati Olivieri (* 29. April 1658 in Pesaro; † 9. Februar 1738 in Rom) war ein italienischer Kardinal der Römischen Kirche.

## Leben
Olivieri, Bruder von Francesco Maria Abbati, wurde am 6. Mai 1715 durch Papst Clemens XI., der sein Cousin war, zum Kardinal erhoben. Am 23. September 1715 wurde er zum Kardinaldiakon der Kirche Santi Vito, Modesto e Crescenzia ernannt. Als Kardinal nahm er am Konklave 1721, am Konklave 1724 und am Konklave 1730 teil. Olivieri war ein Förderer des italienischen Geigers Pasquale Bini.